# Blasrohr

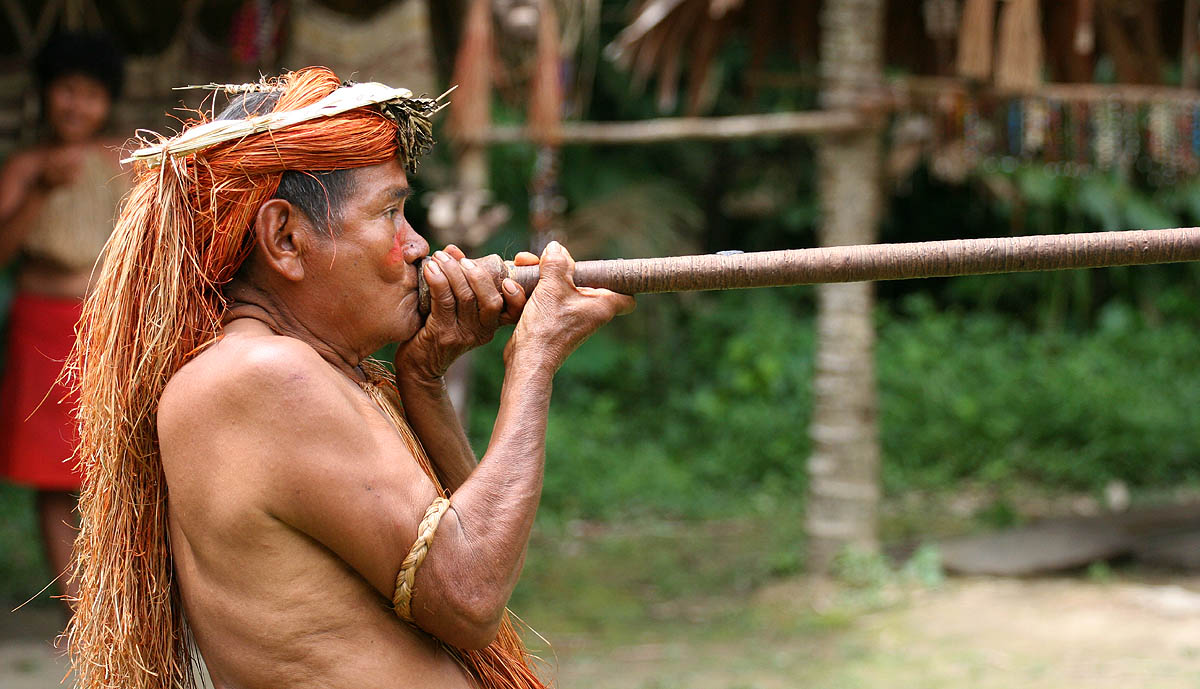
Demonstration des Blasrohrschießens durch einen Yahua-Jäger aus Südamerika

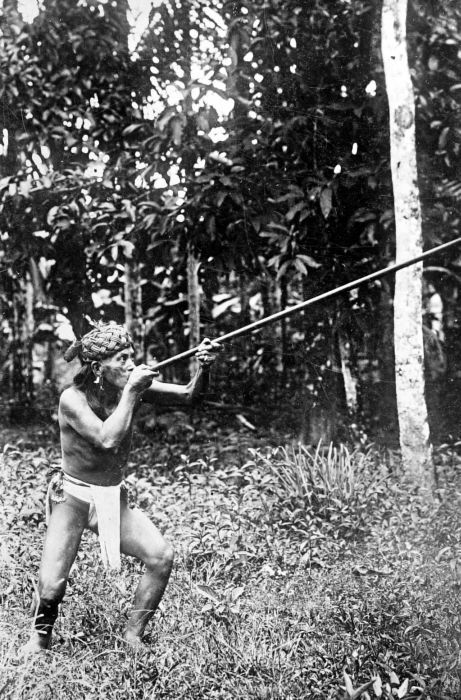
Dayak aus Indonesien mit Blasrohr (ca. 1920)

Ein Blasrohr ist eine Waffe, die vornehmlich von indigenen Völkern Amerikas und Asiens zur Jagd, im offenen Kampf oder als geräuscharmes Betäubungs- oder Tötungsinstrument benutzt wird. Blasrohre werden ebenfalls zur Betäubung in der Tiermedizin eingesetzt.

## Aufbau und Funktion

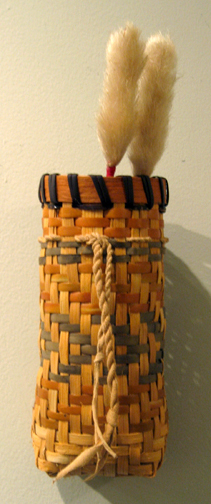
Pfeilköcher aus Schilfgeflecht mit Pfeilen, deren Ende mit einer Art Distelwolle versehen ist

Ein traditionelles Blasrohr besteht aus einem bis zu etwa 3 m langen Rohr aus Holz, Bambus oder ähnlichen Naturmaterialien, aus dem Geschosse – z. B. (vergiftete) Pfeile oder Tonkugeln – geblasen werden. Grundsätzlich werden Blasrohre auf zwei Arten angefertigt: Entweder unter Verwendung eines bereits bestehenden Rohres, z. B. aus Bambus, oder durch das Zusammenfügen zweier Leisten, die zuvor der Länge nach mit einer Rille versehen wurden. Der Schütze legt in ein Ende des Rohres das Geschoss ein, setzt das Ende an den Mund und bläst fest in das Rohr. Dabei gibt es verschiedene Möglichkeiten, einen hohen Druck aufzubauen. Unterschieden wird zwischen Lippenbläsern, die das Rohr zuvor mit den Lippen verschließen und diese dann öffnen, und Zungenbläsern, die das Rohr mit der Zunge verschließen, um genügend Druck aufzubauen. Gezielt wird mit beiden geöffneten Augen, wodurch beim Anvisieren des Ziels das Blasrohr doppelt wahrgenommen wird. Das Ziel sollte sich genau zwischen beiden „scheinbaren“ Rohren befinden und je nach Entfernung und Schützen etwas aufsitzen.

## Verwendung

### Jagd
Viele Dayak auf Borneo nutzten Sumpitan, Blasrohre mit Speerklingen an der Spitze, zum Kampf oder zur Jagd, wobei sie vor allem das Gift des Upasbaumes verwendeten.
Von manchen Indigenen Südamerikas werden die Hautsekrete des Pfeilgiftfrosches benutzt. Andere gewinnen aus bestimmten Lianen Curare, um damit ihre Blasrohrpfeile zu bestreichen. Im Urwald werden auch Affen mit den Blasrohren gejagt; sie werden vom Boden aus von den Bäumen geschossen.
Auch die nordamerikanischen Cherokee und andere Stämme des Kulturareales Südosten stellten Blasrohre her, mit denen sie Kaninchen oder andere kleine Tiere jagten. Vermutlich war es ein Technologieimport von den karibischen Inseln.
Das japanische Fukidake wurde zur Jagd verwendet.
In Deutschland und den meisten westlichen Ländern ist die Jagd mit Blasrohren nicht gestattet, da ein waidgerechtes Erlegen von Tieren nicht möglich ist.

### Tiermedizin
Heute wird das Blasrohr häufig von Tierärzten eingesetzt, um aus sicherer Entfernung Tieren Betäubungspfeile (auch Medikamente) zu verabreichen. Gefährliche Tiere können so aus der Distanz behandelt werden. Auch kann durch die Verabreichung von Betäubungsmitteln oder Medikamenten durch das Blasrohr Stress beim Tier vermieden werden. Im Unterschied zu den traditionellen Pfeilen haben diese speziell angefertigten Pfeile zwei Kammern. In der vorderen Kammer befindet sich das Betäubungsmittel, in der hinteren Kammer wird mit Luft ein Überdruck erzeugt. Beim Auftreffen auf das Tier wird durch den Druck das Medikament in das Tier injiziert.

### Spielzeug
Blasrohre werden häufig auch von Kindern als Spielzeug zum Verschießen von Papierkügelchen benutzt, hier werden in der Regel nur kleine Plastikrohre von maximal 30 cm Länge verwendet, z. B. die Hüllen von ausgedienten Faserstiften oder ausgehöhlte Holunderäste. Projektile aus Papier sind in der Regel harmlos. Kommen hingegen Erbsen, spitze Pfeile, Softairkugeln o. ä. zum Einsatz, kann ein Blasrohr ernste Verletzungen zum Beispiel der Augen verursachen. Ebenso sind „Paintballs“, die auch mit einem Blasrohr verschossen werden können, nicht als harmlos einzustufen.

### Sport
Moderne Blasrohre werden von vielen Menschen weltweit als Sportgeräte benutzt.

Sport-Blasrohr

- Materialien:  Stahl, Aluminium, Laborglas (ummantelt)
- Länge:  meist zwischen 1,0 m und 1,6 m.
- Innendurchmesser: Verbreitete Rohrinnendurchmesser sind 10 mm / 14 mm / 16 mm.

Die Wahl der Rohrlänge und des geeigneten Innendurchmessers hängt vom Sportler ab. Blasrohrschießen in Turnierdauer kann durchaus anstrengend sein, so dass oft ein etwas kürzeres Blasrohr mit einem geringeren Innendurchmesser bevorzugt wird.

## Sportverbände und deren Disziplinen

### Internationale Verbände
- International Fukiyado Association (IFA)
- Österreichischer Blasrohrsportverband (OEBRSV)
- Sarbacane France

### Nationale Verbände in Deutschland

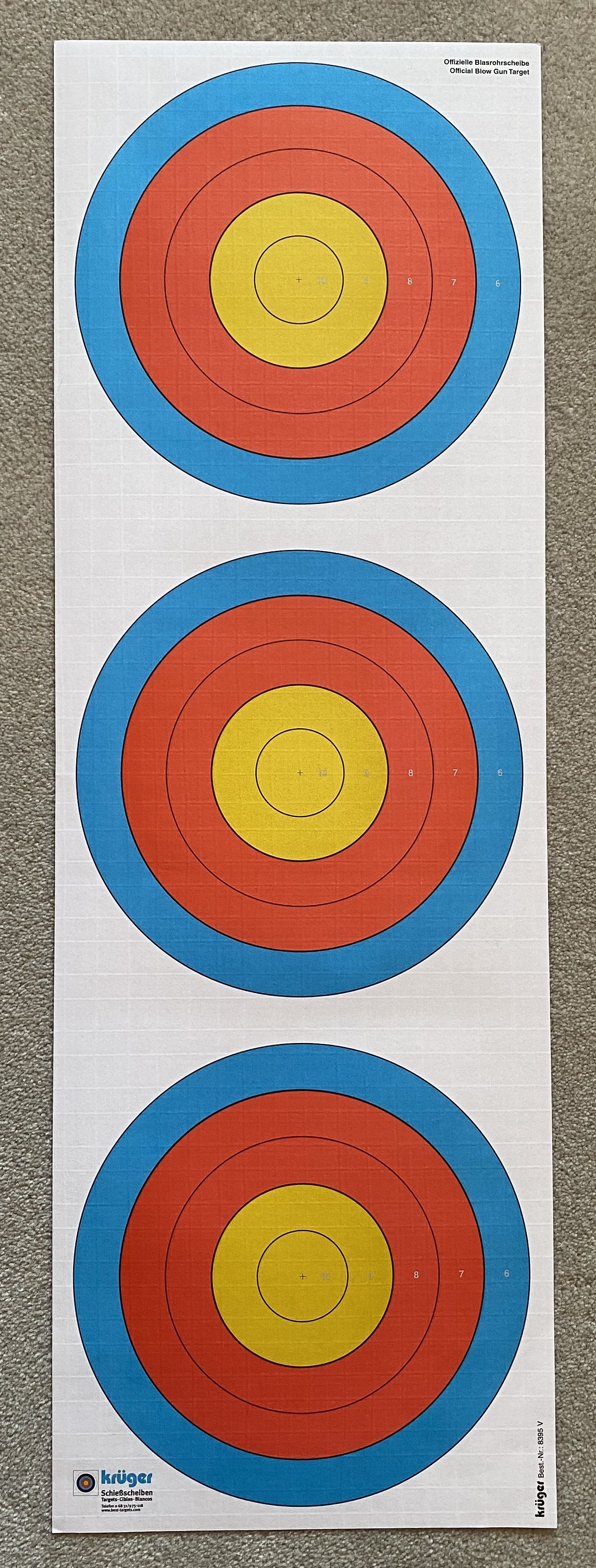
DSB Wettkampfscheibe mit aufgedruckten Ringwerten von 6–10

In Deutschland existieren aktuell zwei Verbände, die Blasrohrsport ermöglichen:
Deutscher Schützenbund e. V. (DSB)
Disziplin Halle:

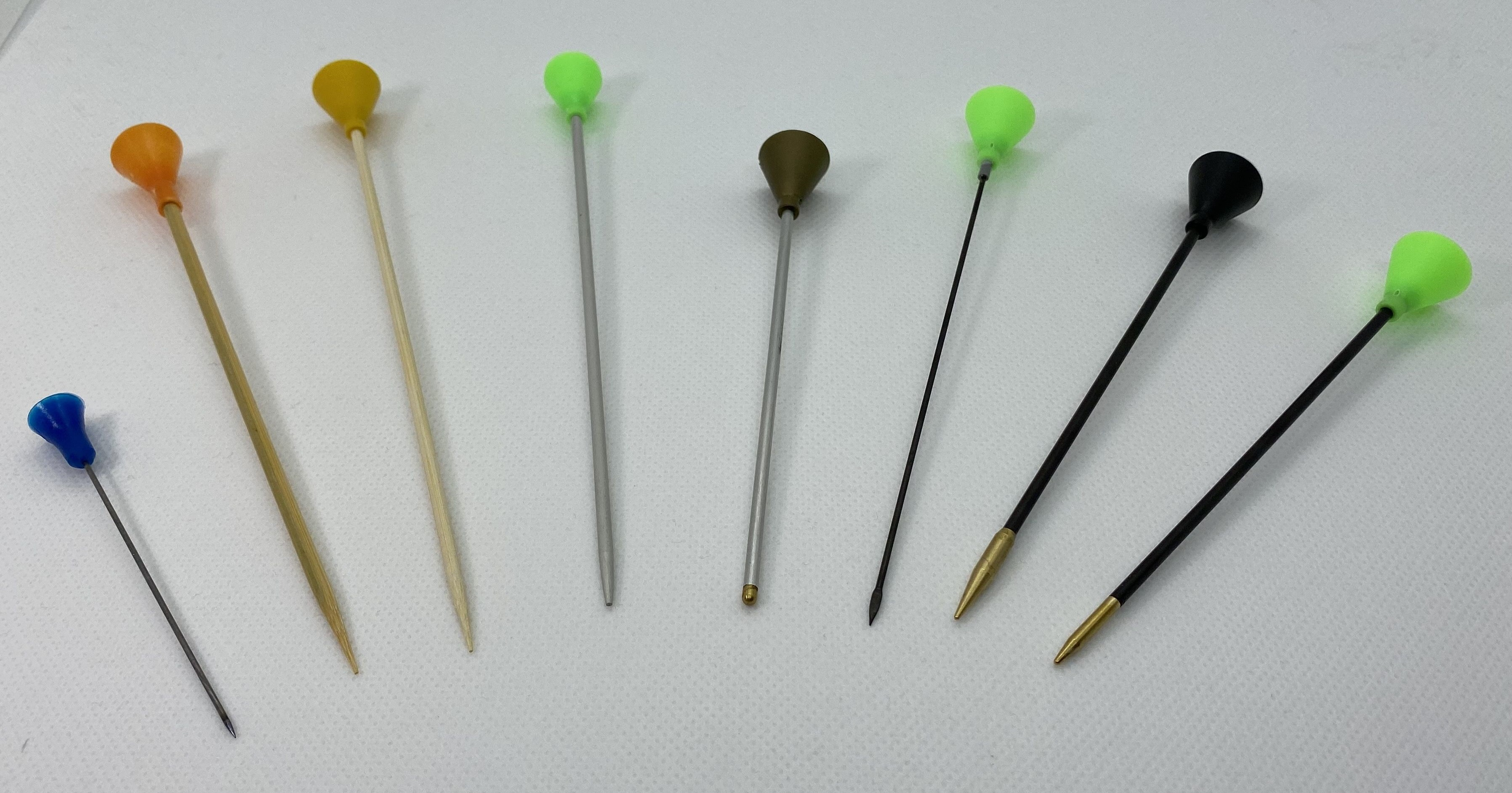
10-mm- und 16-mm-Blasrohr-Pfeile

- Ziel: Papierscheiben, 2 direkt nebeneinander vertikal angeordnet, 3er Spot mit 3 gleich großen Kreisen. Durchmesser jedes Kreises 20 cm. Jeder Kreis ist unterteilt in 5 Ringzonen mit den Ringwerten 10 / 9 / 8 / 7 / 6
- Entfernungen:   5 m / 7 m (Altersklassenabhängig)
- Durchführung:   Eine Passe besteht aus 6 Pfeilen, Ein Wettkampf besteht aus 10 Passen. In Summe werden 60 Pfeile gewertet.
- Maximales Ergebnis:  600 Ringe
- Sportordnung Blasrohrschiessen (Regelwerk) des DSB

Disziplin Parcours:
- Ziel: diverse 3D Tiernachbildungen und / oder Papierscheiben im Parcours aufgebaut
- Entfernungen: ca. 3 m – 40 m (unbekannt für den Sportler)
- Ergebniswertung:  siehe Regelwerk des Bay. Sportschützenbundes (BSSB)

Blasrohr-Sportverband Deutschland e. V. (BSVD)  -->  entstanden aus dem von 2013 bis 2017 existierendem Deutschen Blasrohr Sport Club e. V. (DBSC).
Disziplin Halle:
- Ziel: Papierscheibenstreifen, 2 untereinander horizontal angeordnet, mit 5 gleich großen Kreisen. Durchmesser jedes Kreises 18 cm. Jeder Kreis ist unterteilt in 3 Zonen mit den Punktwerten 7 / 5 / 3
- Entfernungen:   5 m / 7 m / 10 m (Altersklassenabhängig)
- Durchführung:   Eine Runde besteht aus 5 Pfeilen. Ein Satz besteht aus 6 Runden. Ein Match aus 3 Sätzen. In Summe werden 90 Pfeile gewertet.
- Maximales Ergebnis:   630 Punkte

Disziplin 3D Parcours:
- Ziel: diverse 3D Tiernachbildungen im Parcours aufgebaut
- Entfernungen: ca. 3 m – 40 m (unbekannt für den Sportler)
- Ergebniswertung:  siehe Sportordnung des BSVD

## Gesetzgebung
Blasrohre unterliegen in Deutschland zwar dem Waffengesetz, das Blasrohr ist jedoch von der Anwendung ausgenommen. Somit können diese selbst hergestellt oder unabhängig vom Alter und Erwerbsberechtigungen erworben werden.
Blasrohre dürfen in Deutschland nicht zur Jagd verwendet werden.